# Каманін Іван Михайлович
Кама́нін Іва́н Миха́йлович (11 (23) вересня 1850 , Димер, Київський повіт, Київська губернія, Російська імперія  — 11 січня 1921 , Київ ) — український історик, архівіст, дослідник пам'яток культури, палеограф. Брав участь у виданні «Архива Юго-Западной России». Автор статей з історії України XVI—XVII століть, з археології, архівознавства. Працював у Київському центральному архіві давніх актів. Член Історичного товариства імені Нестора-Літописця, Київського товариства старожитностей і мистецтв, Київського товариства охорони пам'ятників старовини та мистецтва.

## Біографія
Іван Каманін народився в містечку Димер Київської губернії. Його батько, Михайло Каманін, був офіцером артилерії, росіянином за походженням, мати — Олександра Олександрівна Щуровська. Можливо під впливом матері, в родині переважав український дух. З часом родина переїхала до Києва.
У Києві навчався в Другій гімназії, по закінченні якої в 1868 році поступив до Київського університету Святого Володимира на історико-філологічний факультет, який закінчив у 1872 році. Ще за студентських років під керівництвом Володимира Антоновича прилучився до джерелознавчих студій та архівної справи, працюючи з документами Київського архіву давніх актів. По закінченні Київського університету через хворобу змушений був змінити діяльність. Працював акцизним наглядачем на Київській тютюновій фабриці.
До роботи в Київському центральному архіві давніх актів повернувся в 1883 році і присвятив їй сорок років життя, пройшовши науковий шлях від помічника бібліотекаря, архіваріуса, до посади директора з 1890 року. Разом із розробкою системи описування архівних документів (зокрема актових книг), експертизи автентичності документів, вивченням палеографії та філіграней, протягом усієї творчої діяльності Каманін ініціював й особисто виконував великі видавничі проекти. Підготовлені ним томи «Архива Юго-Западной России», збірники, присвячені часам Богдана Хмельницького, історії козаччини, «Палеографический изборник. Материалы по истории южно-русского письма в XV—XVIII вв.» (рос. дореф.) мали схвальні відгуки колег, останнє видання отримало Уваровську премію.
Праці та діяльність Каманіна сприяли збереженню архівних документів, нових виявлених архівних збірок. Він здійснював обстеження та описування приватних, монастирських, відомчих архівів, деякі матеріали вдавалося отримати для зберігання в рукописних колекціях наукових установ. Важливим наслідком цієї роботи було сприяння пошуковій та збирацькій роботі по різних місцях України (зокрема Свято-Володимирського братства в Володимирі-Волинському, Хрестовоздвиженського в Луцьку та ін.).
В 1870 р., як член Київської археографічної комісії Каманін брав участь у збиранні пожертвувань, консультаціях та відкритті пам'ятника Богдану Хмельницькому в Києві. До цієї події ним була написана стаття «Богдан Хмельницький — гетьман». Разом з науковими товариствами і установами, членом яких був Каманін, він робив великий внесок у науково-організаційну діяльність, підготовку екскурсій та XI Археологічного з'їзду в Києві, читав публічні лекції.
Був активним дописувачем часопису «Киевская старина». Брав участь у роботі:
- Українського наукового товариства в Києві,
- Київської археографічної комісії,
- Наукового товариства імені Шевченка у Львові,
- Київського відділу Імператорського Російського військово-історичного товариства та ін.[4].

Не раз був учасником археологічних з'їздів, працював у комісіях УАН (нині Національна академія наук України) для складання історико-географічних та біографічного словників України, був одним із засновників Київської губернської вченої архівної комісії (1914) тощо.
З 1911 р. Каманін брав участь у археологічній події, результатом якої стало обстеження, відкриття та збереження унікальної пам'ятки: внаслідок зсувів гори на київському Звіринці відкрилися два входи до печер, що дістали назву Звіринецьких печер. У серпні 1912 року під керівництвом члена Київського товариства охорони пам'яток старовини та мистецтва О. Д. Ертеля розпочалися археологічні розкопки. Відкритий лист на ці дослідження був наданий Імператорською Археологічною комісією старшому раднику Київського губернського правління князю В. Д. Жевахову. Каманін одним з перших оглянув печери, спостерігав за дослідженнями, аналізував знахідки й зібрав великий масив джерел не лише безпосередньо про цю пам'ятку, а й про історію київських печер, їхнє наземне оточення, устрій та багато інших відомостей, використовуючи писемні, іконографічні, картографічні матеріали. Під час робіт було розчищено три підземні галереї з підземними приміщеннями (церква, келії, поховальні ніші). Знайдені настінні написи-графіті, виконані план та креслення всього підземного комплексу. Весь цей матеріал було опрацьовано та покладено в основу книжки Каманіна «Зверинецкие пещеры в Киеве. Их древность и святость» (рос. дореф.) , яка побачила світ у 1914 році.
На думку Каманіна, в печерах був похований ігумен Кловського монастиря кінця XI століття Клімент. З праці Каманіна відомо, що в цій келії в 1912 році була знайдена кипарисова панагія Клімента з написом: «Михайло-сирянин, митрополит Акри Сирійської». Історик вважав, що ця панагія належала першому Київському митрополитові Михайлу, який прибув з князем Володимиром з Корсуня. Каманін припускав, що митрополит, який хрестив князя Володимира та киян, заснував цей печерний монастир і сам був у ньому похований. Примітно, що ця унікальна пам'ятка майже з самого початку її дослідження привернула увагу киян, для яких проводили екскурсії вже в 1912 році.
З 1918 року викладав архівознавство й палеологію студентам Київського археологічного інституту.
У 1919—1921 роках — керівничий над працями Комісії для дослідження історії західноросійського та українського права УАН. Запропонував УАН створення першої української актографії (систематичного переліку актового матеріалу) за зразком історико-правничих бібліографій.
Звіринецьким печерам була присвячена одна з найбільших, ґрунтовна праця вченого, в якій він висловлював сподівання, що «освічена історичним знанням Русь буде берегти свої пам'ятники старовини і зуміє їх захистити від нових варварів» (рос. просвещенная историческим знанием Русь будет беречь свои памятники старины и сумеет их защитить от новых варваров). Коли 1921 року І. М. Каманін помер, його було поховано згідно заповіту саме в Звіринецькій печері за головним входом.

## Праці
Брав участь у виданні «рос. Архив Юго-Западной России» (матеріали доби Б. Хмельницького, зібрані дослідником у т. 4 ч. 3). Під його керівництвом готувалися до друку матеріали про козацьке повстання 1638 р. під проводом Якова Острянина й Дмитра Гуні та про Коліївщину 1768 р., Мамоничівське видання Литовського статуту 1588 р., два випуски «Палеографічного збірника українського письма XVII—XVIII ст.». Досліджував магдебурзьке право в Києві, питання козацького землеволодіння, давні актові та інші юридичні документи.
- Киевский центральный архив (1884). (рос. дореф.)
- К истории международных отношений России и Польши в XVII в. (1885—1886). (рос. дореф.)
- Из истории городского самоуправления по Магдебургскому праву // Университетские известия. — 1885. — № 2, 7; 1886. — № 7, 8, 10, 11; (рос. дореф.)
- Киевляне и Богдан Хмельницкий в их взаимных отношениях // Киевская старина. — 1888. — № 7. (рос. дореф.)
- Последние годы самоуправления Киева по магдебургскому праву // Киевская старина. — 1888. — № 5. — С. 140—168; № 8. — С. 157—195; № 9. — С. 597—622. (рос. дореф.)
- «Про експертну давність підроблених документів» (1889). (рос. дореф.)
- «Матеріали з історії київської міської громади» (1892). (рос. дореф.)
- К вопросу о казачестве до Богдана Хмельницкого // Чтения в Историческом Обществе Нестора-Летописца. — 1894. — Кн. VIII. — С.57-115. (рос. дореф.)
- Материалы по истории козацкого землевладения: 1494—1668 гг. // Чтения в Историческом Обществе Нестора-Летописца. — 1894. — Кн. VIII. Отд. 3. — С. 3–28. (рос. дореф.)
- Еще о древности братства и школы в Киеве // Чтения в историческом обществе Нестора-Летописца. 1895. Кн.9. (рос. дореф.)
- Догадка о происхождении Богдана Хмельницкого из среды киевских мещан // Чтения в Историческом Обществе Нестора-летописца. — 1898. — Кн. XII. — С. 15–19. (рос. дореф.)
- Рецензия: Гетман Мазепа. Историческая монография Ф. М. Уманца. СПб., 1897. С. 455 // Киевская Старина. — 1898. — № 3. — С.108—115. (рос. дореф.)
- Палеографический изборник. Материалы по истории южнорусского письма в XV—XVII вв. — К., 1899. (рос. дореф.) (ст. укр.)
- Материалы к «Очерку гетьманства Петра Сагайдачного» // Чтения в Историческом Обществе Нестора-летописца. — 1901. — Кн. XV. — Вип. III. — С.123—177. (рос. дореф.)
- Эпизоды и деятели эпохи Богдана Хмельницкого. (рос. дореф.)
- «Научные и литературные произведения Н. В. Гоголя по истории Малороссии», 1902 г. (рос. дореф.)
- «Нові дані для історії Київського міського самоврядування в 17 ст.» (1903). (рос. дореф.)
- Придорожные кресты, иконы и статуи святых в селах Киевского уезда // Чтения в историческом обществе Нестора-Летописца. — 1906. — Кн. 19. (рос. дореф.)
- Битва казаков с поляками под м. Берестечком в июне 1651 г. — К. : Отдел Императорского Русского военноисторического общества, 1910. — 25 с. (рос. дореф.)
- Об организации областных военно-центральных архивов // Военно-исторический вестник. — 1911. — № 9, 10. (рос. дореф.)
- «Документи епохи Богдана Хмельницького, добуті з Головного московського архіву Міністерства закордонних справ» (1911). (рос. дореф.)
- Записка об учреждении в Киеве Ученой архивной комиссии // Военно-исторический вестник. — 1912. — № 1. (рос. дореф.)
- Об описании памятников старины Юго-Западного края… // Военно-исторический вестник. — 1912. — № 3. (рос. дореф.)
- Договоры Б. Хмельницкого с Польшей, Швецией и Россией (1912). (рос. дореф.)
- Українські богатирі козацького періоду // Записки Українського наукового товариства в Києві. — 1913. — Кн. 11.
- Зверинецкие пещеры в Киеве. Их древность и святость. К., 1918. (рос. дореф.)
- Водяні знаки на папері українських документів XVI і XVII вв. (1566—1651) [Архівовано 21 вересня 2020 у Wayback Machine.] / Іван Каманін, Олександра Вітвицька. — К. : Друкарня ВУАН, 1923.

та ін.